# Canned Heat '70 Concert Live in Europe
Canned Heat '70 Concert Live In Europe è un album dei Canned Heat pubblicato nel 1970. È il primo album live del gruppo e comprende brani tratti dai concerti fatti in Europa prima della morte di Alan Wilson.

## Tracce
1. That's All Right Mama (Arthur Crudup) - 9:02
2. Bring It on Home (Willie Dixon) - 6:18
3. Pulling Hair Blues (Skip Taylor, Alan Wilson) - 9:20
4. Medley: Back Out on the Road/On the Road Again (Wilson, Floyd Jones, Tommy Johnson) - 6:00
5. London Blues (Wilson) - 7:53
6. Let's Work Together (Wilbert Harrison) - 4:50
7. Goodbye for Now (Harvey Mandel, Fito de la Parra) - 3:25

## Formazione
- Bob Hite – voce
- Alan Wilson – chitarra slide, voce, armonica a bocca
- Harvey Mandel – chitarra solista
- Larry Taylor – basso
- Fito de la Parra – batteria